# Chochloma

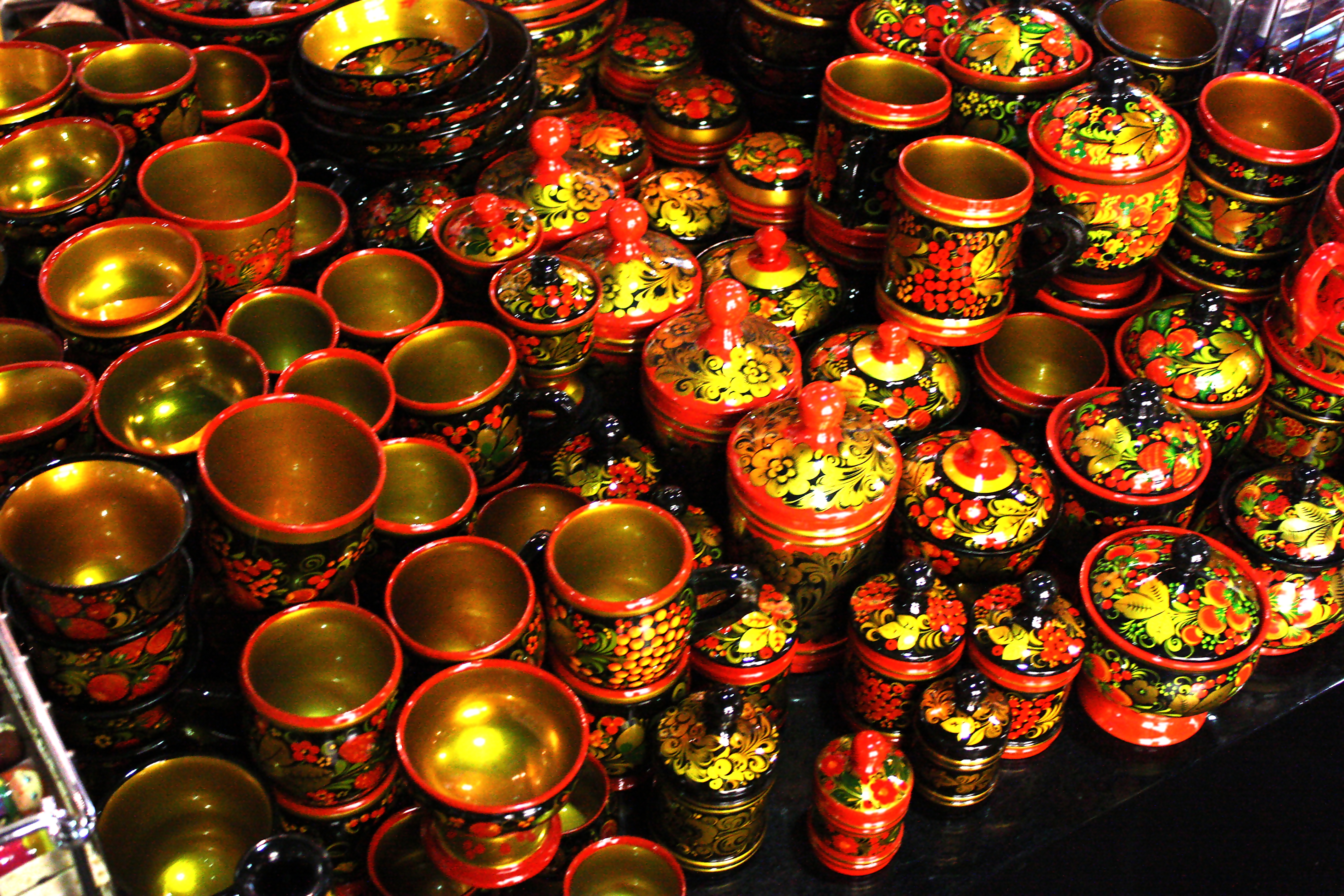
Chochloma

Lage der Siedlung Chochloma – nördlich von Nischni Nowgorod

Chochloma (russisch Хохлома) oder Chochloma-Malerei (russisch Хохломская роспись; transkribiert: Chochlomskaja rospis) ist ein altes russisches Kunsthandwerk. Bei Chochloma handelt es sich um eine eigentümliche Art der dekorativen Malerei von floralen Mustern auf Holzgegenständen des Alltagsgebrauchs (meist Holzgeschirr, Holzbecher, Holzlöffel, Krüge, Salzstreuer) und Holzmöbeln. Gemalt wird dabei ausschließlich mit schwarzer und roter Farbe auf goldenem Grund. Sehr selten wird statt roter Farbe eine grüne Farbe verwendet. Chochloma ist eine der bekanntesten Arten der russischen volkstümlichen Malerei. Diese Volkskunst hat ihren Ursprung wahrscheinlich in der zweiten Hälfte des 17./ Anfang des 18. Jahrhunderts in der Region Nischni Nowgorod.
Die Originaltechnik der Holzbemalung mit goldschimmernden Farben, ohne die Verwendung von echtem Gold, ist typisch für Chochloma. Gold war schon immer das Sinnbild für ein reiches, glückliches Leben, Zufriedenheit, Schönheit und Reinheit. Der typische rötlich schimmernde Goldglanz (ähnlich dem kupferhaltigen Dukatengold) wird nicht mit echtem Gold erzielt, sondern mit einem Zinnpulver, das mit Gummi arabicum und Spuren von Arsen versetzt ist. Nach mehrmaligem "Brennen" im Ofen verwandelt sich das auf das Holz aufgetragene Zinnpulver in eine kupfer-goldfarbene Farbschicht. So entsteht die Illusion eines massiven Gegenstandes, obwohl es sich nur um leichte Holzgefäße oder Holzlöffel handelt. Heute wird jedoch Aluminiumpulver statt Zinnpulver verwendet. Die Technik des Ersetzens von Gold wurde auch bei Ikonen angewendet, dort wurde allerdings ein Silberpulver verwendet. Der Lack wurde im Ofen gebrannt, dadurch golden glänzend und der Glanz wurde durch das durchschimmernde Silberpulver verstärkt.
Die traditionellen Motive der Chochloma sind rote, saftige Vogelbeeren und Erdbeeren, Blumen und Zweige, oft auch Vögel, Fische oder Raubtiere.

## Geschichte

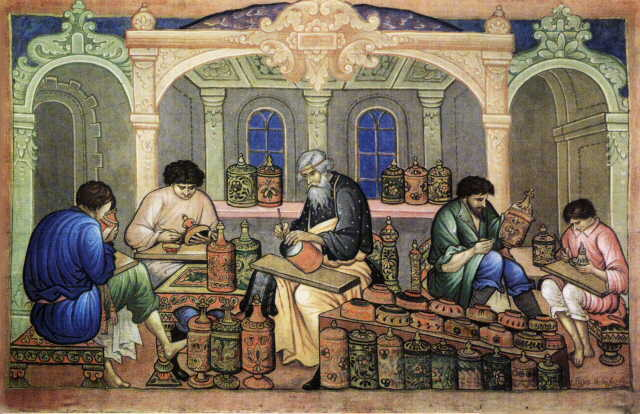
Chochloma-Künstler bei der Arbeit (dargestellt aus einer Lackminiatur aus Palech)

Es wird angenommen, dass die Chochloma-Malerei in der zweiten Hälfte des 17. Jahrhunderts in der Siedlung Kowernino (russ. Ковернино) in der Oblast Nischni Nowgorod entstanden ist. Nach anderen Angaben wurden die ersten Chochloma an den Ufern der Wolga hergestellt, in den Dörfern Bolschije und Malyje Besleli (Большие и Малые Безлели), Mokuschino (Мокушино), Schabaschi (Шабаши), Glibino (Глибино) und Chrjaschti (Хрящи).
Das einfache russische Volk benutzte ausschließlich Holzlöffel und Holzgeschirr. Im 18. bis frühen 20. Jahrhundert schnitzten und drechselten die Bauern der Umgebung Holzgeschirr, bemalten es und brachten es zum Verkauf auf den Markt in das große Handelsdorf Chochloma im Gouvernement Nischni Nowgorod – nordöstlich von Semjonow. Hieraus entstand die Bezeichnung "Chochloma-Malerei" oder kurz "Chochloma".
Der Ursprung der Chochloma-Malerei geht auf Altorthodoxe Schismatiker aus Moskau und anderen großen russischen Städten zurück, die nicht mit den von Patriarch Nikon eingeführten kirchlichen Neuerungen einverstanden waren. Auf der Flucht vor ihrer Verfolgung versteckten sie sich jenseits der Wolga (Sawolschje-Region) in den Wäldern und gründeten dort in der Region Nischni Nowgorod kleine Dörfer. Jedoch schon vorher hatten Bauern ihr Geschirr aus Weichholz (Espe, Linde, Birke) selbst gefertigt –
das Holzgeschirr aus dem Dorf Kerschenski (Керженский) war zu jener Zeit berühmt. Unter den Schismatikern waren auch Künstler und Ikonenmaler, die den örtlichen Handwerkern diese Maltechnik beibrachten.
Die Böden der Region waren nicht sehr fruchtbar, so dass sich die Bauern noch mit einem zusätzlichen Erwerb helfen mussten. Da die weiten Wälder der Region den Rohstoff Holz im Überfluss lieferten und die nahe gelegenen Wolga den Handel in entfernte Regionen sehr erleichterte, fertigten sie Holzgeschirr für den Verkauf an, das sie auf den Märkten entlang der Wolga anboten. Allerdings wurde damals noch in vielen anderen Regionen Russlands Holzgeschirr hergestellt, dass zur besseren Haltbarkeit und zur Verzierung mit Lack überzogen wurde.
Anfang des 20. Jahrhunderts schien das Chochloma-Handwerk zu verschwinden. Das Holz im Haushalt wurde durch Metall und Glas abgelöst. Die Chochloma-Handwerker verarmten in den 1880er und 1890er Jahren immer mehr und die Steuereinnahmen in der Region Nischni Nowgorod gingen zurück. Es wurde versucht das öffentliche Interesse auf den rein dekorativen Aspekt der Chochloma-Malerei zu lenken, die auch schon früher großes Interesse bei Sammlern und Liebhabern fand. Im Rahmen dieser „Erneuerung“ wurden auch sehr viel neue, "moderne" Formen für traditionelle Gebrauchsgegenstände erfunden, die sich weit von den alten Traditionen entfernten.
Das Chochloma-Handwerk wurde während der Sowjetzeit neu belebt. Nach der Oktoberrevolution (1917) wurde die Produktion der Chochloma-Erzeugnisse auf Veranlassung der sowjetischen Behörden in Semjonow zentralisiert. 1925 wurde die Herstellung einem Artel (Genossenschaft) unterstellt und mehr und mehr zur Massenproduktion. In den 1960er Jahren eröffneten die Sowjets ein Werk für Chochloma-Erzeugnisse in der Nähe der Siedlung Chochloma und gründeten eine Industrievereinigung in Sjomino. Diese beiden Betriebe wurden die Chochloma-Zentren in Russland. Sie stellen Holzgeschirr, Holzutensilien, Möbel und Souvenirs her.
Seit 1972 ist dem Betrieb in Sjomino ein Chochloma-Museum angeschlossen, wo unter anderem ein 2,76 Meter langer Chochloma-Holzlöffel und eine Chochloma-Holzschüssel von 1,5 Metern Durchmesser ausgestellt sind.
Gegenwärtig gibt es zwei Zentren für die Chochloma-Malerei. In der Stadt Semjonow (Семёнов) sind die Fabriken "Chochloma-Malerei" (russ. "Хохломская роспись"/transkribiert "Chochlomskaja Rospis") und "Semjonowska-Malerei" (russ. "Семёновская роспись"/transkribiert "Semjonowskaja rospis"). Das zweite Zentrum ist das Dorf Sjomino (russ. Сёмино) in der Region Kowerninsk (Ковернинский район). Dort liegt der Betrieb "Cholomsker Künstler" (russ. "Хохломской художник"/transkribiert "Cholomski chudoschnik"), der in den umliegenden Dörfern Kuligino (Кулигино) und Nowopokrowskoe (Новопокровское) weitere Filialen hat.

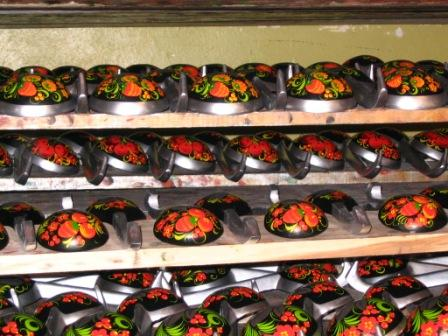
Schöpfkellen aus Chochloma
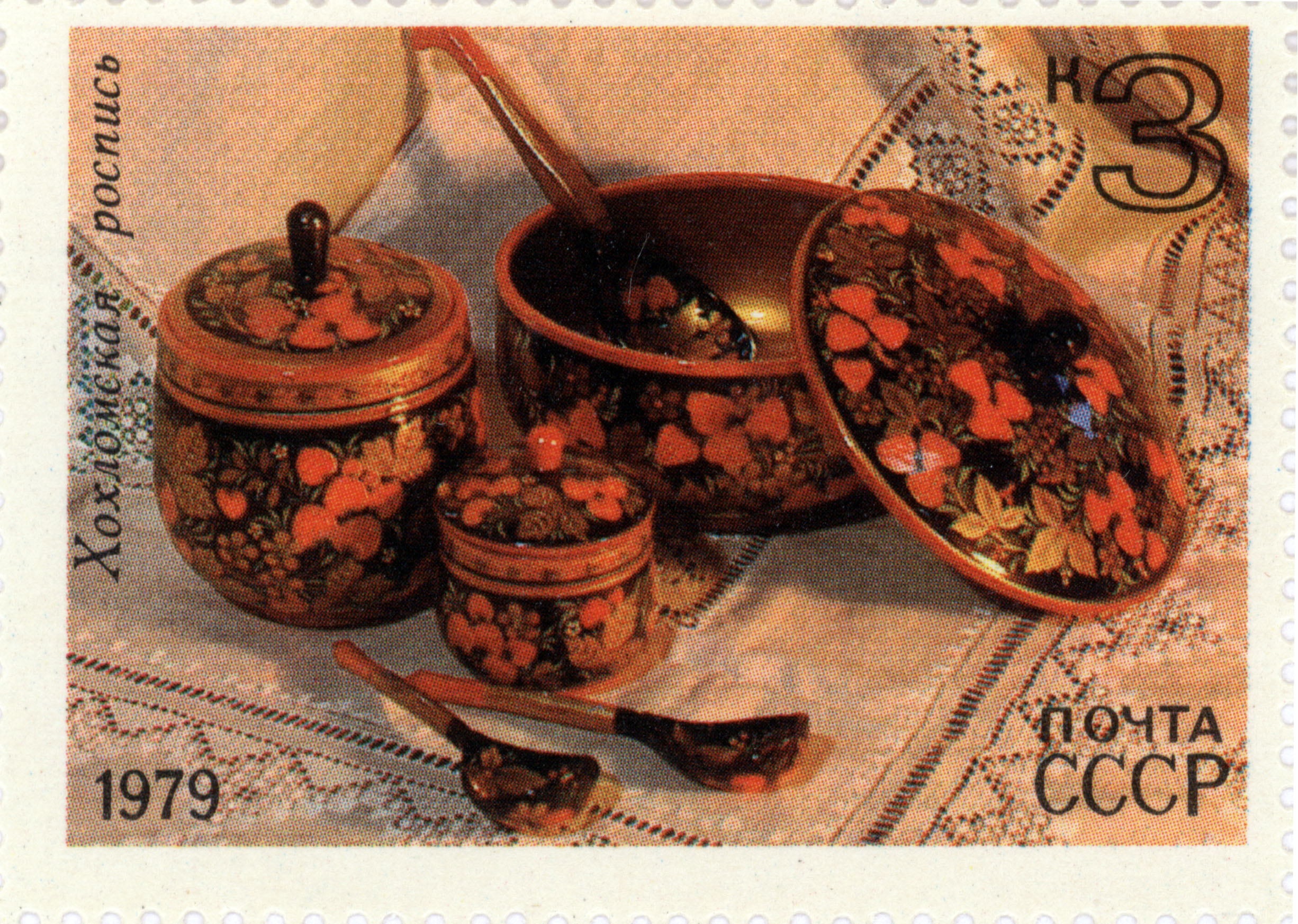
Chochloma auf einer sowjetischen Briefmarke von 1979
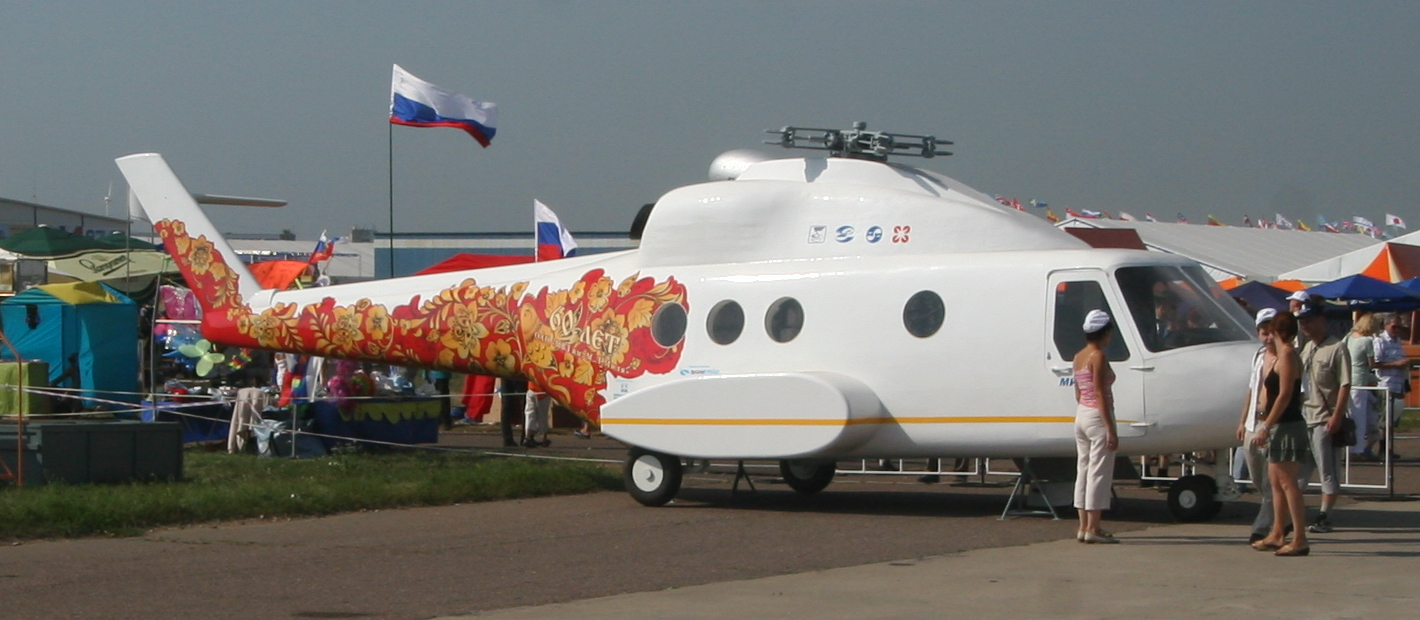
Chochloma auf einem Hubschraubermodell (Luftfahrtausstellung MAKS 2007)
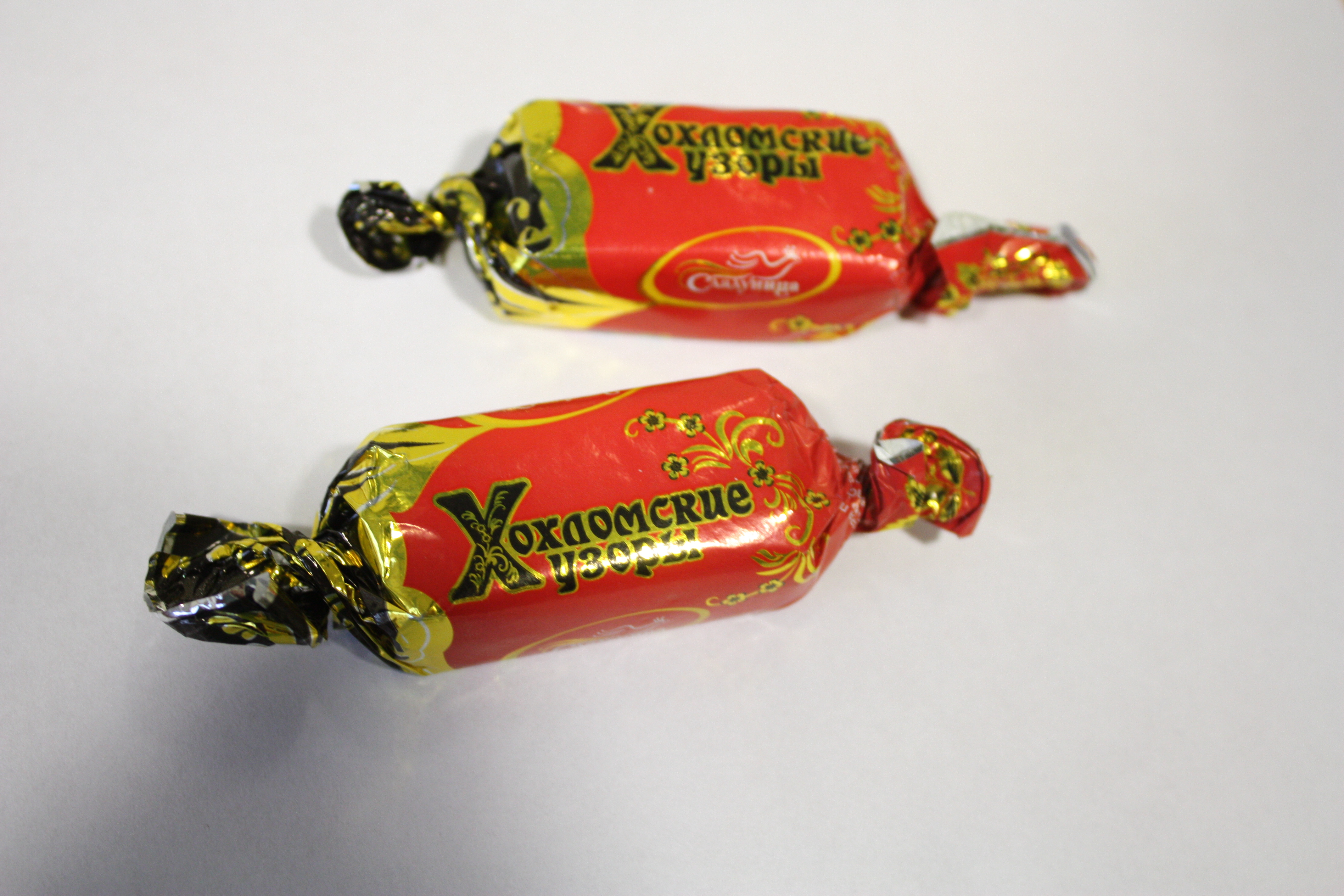
Russische Schokoladenbonbons Chochloma – mit Chochloma-Muster
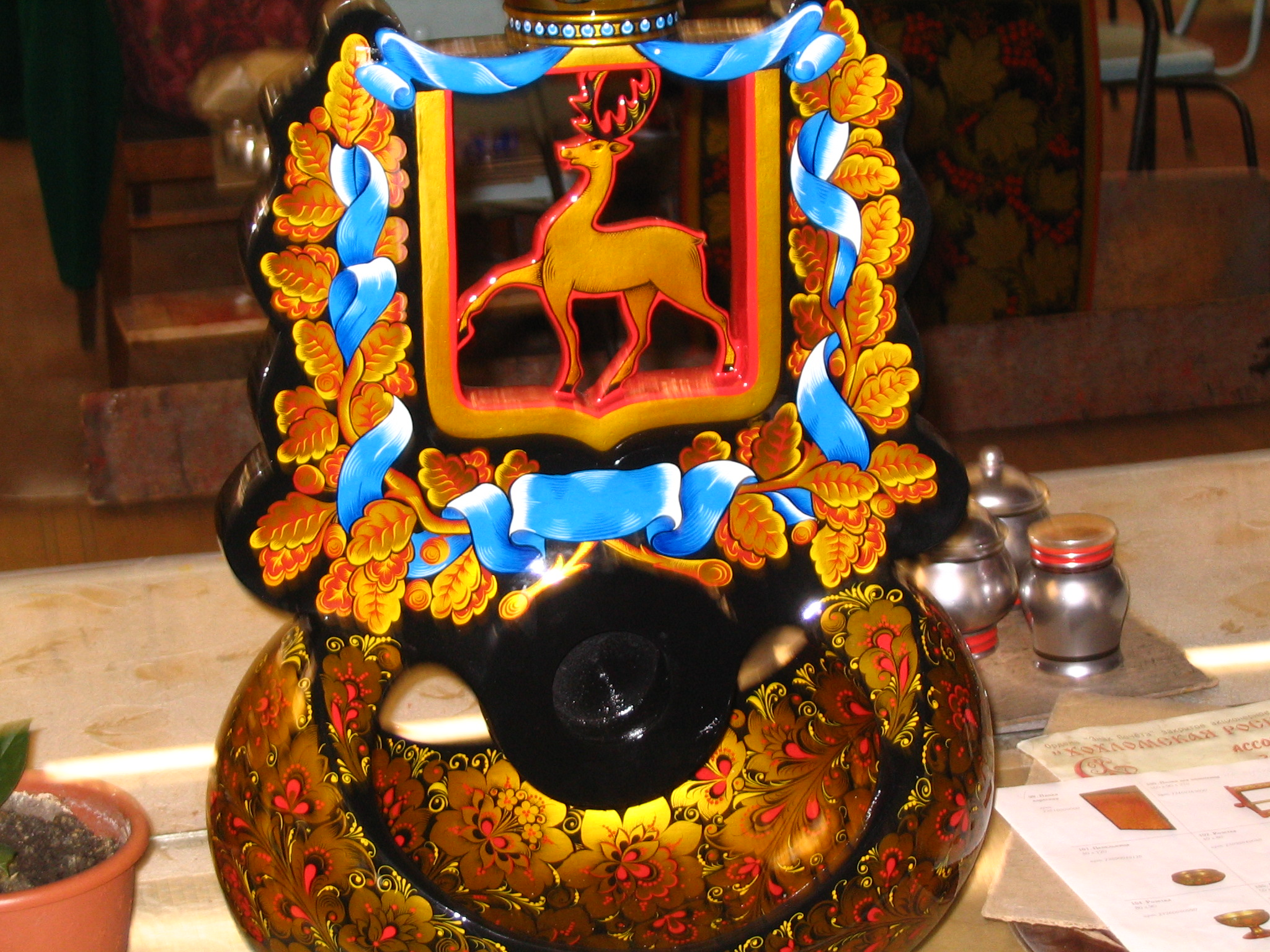
Chochloma (Wappen der Oblast Nischni Nowgorod)

## Herstellung

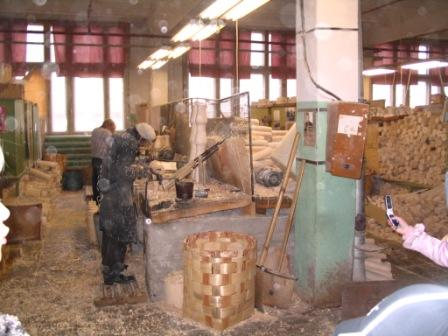
Drechseln

Als Holzprodukte werden gedrechselt und geschnitzt: Becher, Tassen, Dosen, Teller, Schalen, Löffel und ähnliches.
Nach dem Trocknen des Holzes werden die Erzeugnisse mit Ton grundiert und acht Stunden getrocknet. Danach wurden mit einem Leder einige Schichten Leinöl gleichmäßig aufgetragen – heutzutage wird stattdessen ein synthetisches Öl verwendet. Es werden im Laufe eines Tages insgesamt drei bis vier Schichten aufgetragen. Die letzte Schicht wird so lange getrocknet, bis der Daumen nur noch ganz leicht kleben bleibt, aber keine Spuren mehr auf der Schicht hinterlässt. Nun wird das Zinnpulver mit feinen Lederlappen aufgetragen. Dieser Arbeitsschritt wird "Luschenie" ("лужение"; deutsch "Verzinnen") genannt. Dadurch bekommen die Gegenstände ihren golden-spiegelnden Glanz und sind für die eigentliche Bemalung vorbereitet. Die Bemalung erfolgt mit Ölfarben. Die Hauptfarben, die der Chochloma ihr typisches, unverwechselbares Aussehen geben, sind Rot und Schwarz (Zinnober und Ruß). Um das Bild zu beleben, können jedoch auch geringe Mengen anderer Farben eingesetzt werden: Braun, helles Grün oder Gelbtöne. Die feinen Pinsel werden aus Eichhörnchenhaaren (Fehhaar) gefertigt.
Es wird zwischen zwei Maltechniken unterschieden:
- "Oberflächentechnik" – zuerst wird der Untergrund komplett goldgelb gemalt und darauf wird das Motiv in Rot und Schwarz gezeichnet.
- "Hintergrundtechnik" – zuerst wird der Umriss des Motives in goldgelb gezeichnet und danach der Hintergrund an den restlichen Stellen vorsichtig schwarz ausgefüllt (Goldsilhouette auf schwarzem Hintergrund).

Es gibt verschiedene Grundformen der verwendeten Ornamente:
- "Pfefferkuchen" – gewöhnlich innen in Tassen oder Schüsseln, eine geometrische Figur (Quadrate oder Rhomben), die mit "Gräsern", Beeren oder Blumen verziert ist.
- "Gräser" – Ornamente aus großen oder kleinen Zweigen.
- "Locken" – gekräuselte Blätter oder Blumen als goldenes Geflecht auf rotem oder schwarzen Hintergrund.

Auch vereinfachte Ornamente werden teilweise "gemalt". Beispielsweise wurden, ähnlich dem Kartoffeldruck, Ornament mit Scheiben aus Pilzen (z. B. Stäublinge) gestempelt oder es wurden auf eine spezielle Art zusammengewickelte Lappen zum Stempeln verwendet.
Danach wurden die bemalten Gegenstände mit vier bis fünf Lackschichten überzogen, die jeweils einzeln getrocknet wurden. Abschließend wurde der Lack bei einer Temperatur von 150 bis 160 °C für drei bis vier Stunden im Brennofen gehärtet, bis sich eine glänzende, goldfarbenen Lackschicht bildete.

## Verbreitung
Die bunten Schüsseln waren an der Küste der friesischen Niederlande auf den Inseln und in den ostfriesischen Dörfern als "Riga-Nappen" oder "Noorske Nappen" (Näpfe) ein Begriff. Viele der kleinen Kostbarkeiten sind im Inselmuseum "Dykhus" auf Borkum ausgestellt. Die "Näpfe" kauften die friesischen Seeleute überwiegend auf den Märkten in der Hafenstadt Riga.